# Viktor Karl Kloeß
Viktor Karl Kloeß, Kloess, magyarosan Kloesz Viktor Károly (Nagyszeben, 1846. július 6. – Nagyszeben, 1916. július 4.) gimnáziumi tanár.

## Élete
Nagyszebenben született, ahol atyja polgáriskolai tanár volt; miután atyját 1847-ben Kolozsvárra evangélikus lelkésznek választották, a család oda költözött. Kloeß is az ottani unitárius kollégiumban tanult 1861-ig; amikor atyját a nagyszebeni evangélikus pap-és tanítóképzőhöz választották tanárnak, Kloeß itt végezte a gimnáziumot és a jogakadémián az előadásokat hallgatta. 1867 őszén Bécsbe ment és a császári és királyi evangélikus teológiai akadémián és az egyetemen pedagógiai bölcselmi, természettani, magyar nyelv- és irodalmi tanulmányoknak adta magát. 
Hazatérve 1871. május 5-én a nagydisznódi felsőbb leányiskolánál mint akadémiai tanítót alkalmazták; miután időközben a matematika- és fizikából a tanári és a papivizsgát is letette, 1875. szeptemberben a nagyszebeni evangélikus gimnáziummal kapcsolatos főreáliskolához a magyar nyelv és irodalom rendes tanárának választották meg. 1877. december 5-én a gimnáziumhoz lépett át.
Programmértekezése a nagyszebeni ágostai evangélikus gimnázium Értesítőjében (1881. Wie soll der Unterricht in magyarischer Sprache an unseren Mittelschulen eingerichtet werden?); írt még több cikket, fordításokat sat. a helyi lapokba.

## Munkája
- Schulgrammatik der ungarischen Sprache. I. Heft. I. Jahrg. Hermannstadt, 1876

### Kéziratban
- Lehrbuch der magyarischen Sprache, 2 rész.